# Поль Дельво
Поль Дельво (фр. Paul Delvaux; 23 вересня 1897, Антхейт, Бельгія — 20 липня 1994, Фюрн, Бельгія) — бельгійський живописець, представник сюрреалізму.

## Біографія

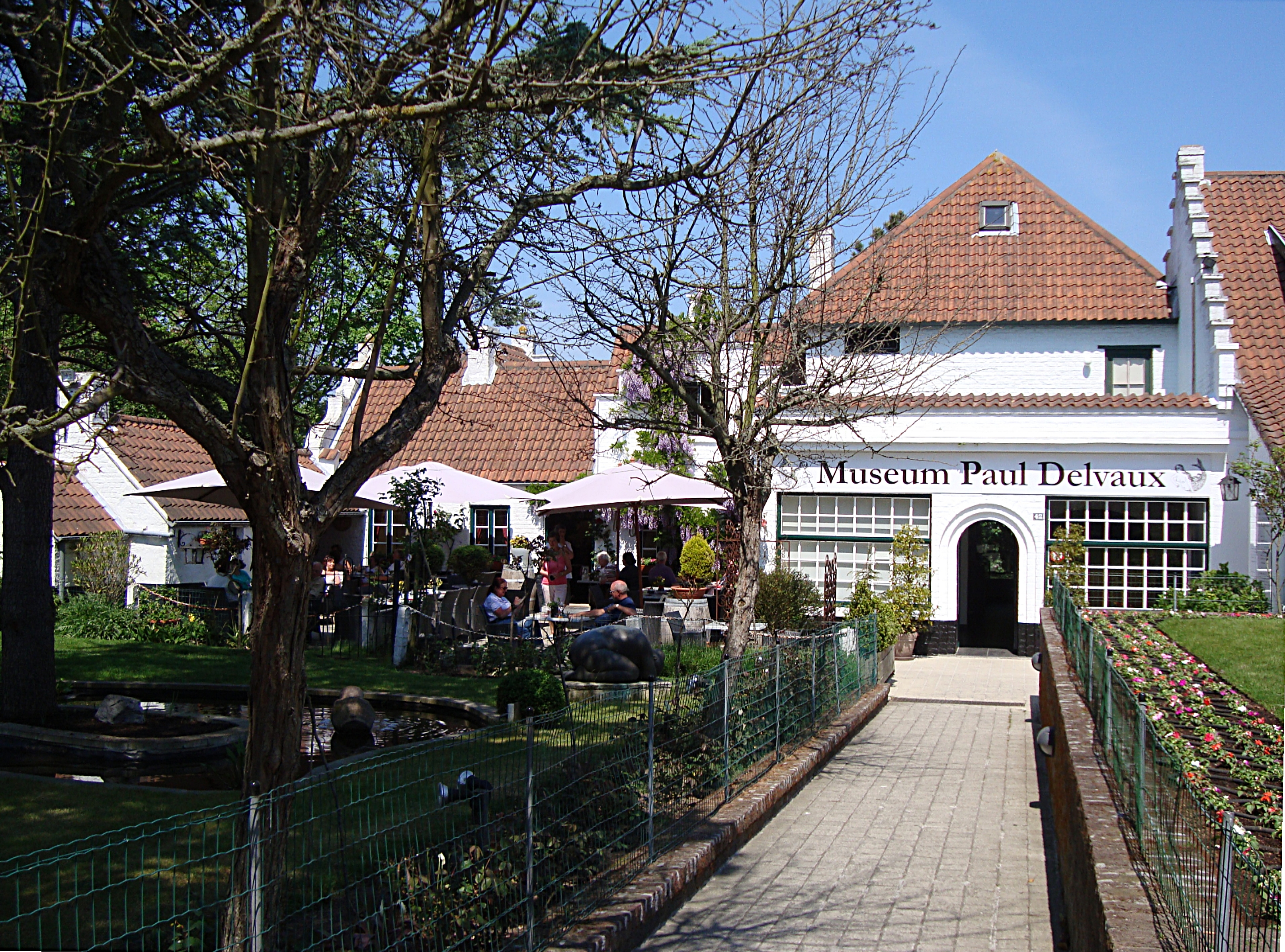
Музей Поля Дельво у м. Сінт-Ідесбальд

Народився 23 вересня 1897 року в Антхейті, Бельгія. Вивчав архітектуру і живопис в Академії мистецтв у Брюсселі. Від ранніх пленерних пейзажів перейшов у 1920-х до експресіонізму у манері Констана Пермеке. У 1934 році знищив раніше створені роботи і під враженням від живопису Джорджо Де Кіріко і Рене Магрітта звернувся до сюрреалістичної тематики сновидінь. В живописі Дельво, перейнятим відчуженим еротизмом, повторюються одні і ті самі мотиви: у пустельних просторах площ, вокзалів маячать примарні фігури чоловіків і оголених жінок, схожих на сомнамбул («Рожеві вузли», 1937, Антверпен, Королівський музей витончених мистецтв; «Вечірні поїзди», 1957, Брюссель, Королівський музей витончених мистецтв; «Фази місяця», 1939, Нью-Йорк, Музей сучасного мистецтва). Навмисна загадоковість, заглибленість у світ мрій і меланхолічних фантазій, сталість символіки дзеркала, черепа, квітів споріднюють творчість Дельво з мистецтвом декадансу. Будучи визнаним сюрреалістом, він працював в самотності і ніколи не входив до жодного з об'єднань цього напрямку. Під впливом мистецтва Джеймса Енсора з середини 1940-х років у живописі Дельво з'явився мотив скелету. Розробляючи цей сюжет, художник у ряді робіт досяг злиття гротеску із піднесеною монументальністю («Розп'яття», бл. 1951—1952, Брюссель, Королівський музей витончених мистецтв).
Викладав у Державному інституті архітектури і декоративних мистецтв у Брюсселі. Виконав цикл настінних розписів у Палаці конгресів. У 1982 році у м. Сінт-Ідесбальд відкрито музей Поля Дельво.